# Sumi Shimamoto
島本 須美
Sumi Shimamoto (島本 須美, Shimamoto Sumi), de son nom d'épouse Sumi Koshikawa (越川 須美, Koshikawa Sumi), née le 8 décembre 1954 à Kōchi (préfecture de Kōchi), est une comédienne de doublage (seiyū) japonaise réputée. Elle est mariée à Daisuke Koshikawa, un des fondateurs de la troupe de comédiens Chibikko Gang.

## Biographie
Diplômée de l'école de musique Tōhō Gakuen de Tōkyō, elle rejoint au début de sa carrière une troupe de théâtre nommée Seinenza Theater Company (en). Actuellement, elle travaille à son compte. Ses rôles les plus connus sont Nausicaä dans Nausicaä de la vallée du vent et Kyōko Otonashi dans Juliette je t'aime. Elle a obtenu le rôle de Nausicaä grâce à son interprétation de Clarisse dans le film d'animation Le Château de Cagliostro, qui avait alors impressionné Hayao Miyazaki. L'auteur Patrick Drazen loue sa prestation dans la scène où Nausicaä sauve un insecte d'un plongeon dans un bain d'acide ; elle-même s'y brûle cependant. Drazen écrit alors que son cri de douleur « déchire le spectateur et place la barre très haut dans le doublage de dessins animés ».

## Doublage
Les listes sont triées par ordre alphabétique.

### Anime
- Ai Yori Aoshi (mère et grand-mère de Taeko Minazuki)
- Akazukin Chacha (Piisuke, le principal Urara, la mère de Shiine, divers)
- Asobō!! Hello Kitty (Mama)
- Avenger (Westa)
- Black Jack (Sono Eiko)
- Bleach (Miyako Shiba)
- City Hunter (Maki Himuro)
- Cyborg 009: The Cyborg Soldier (Ixquic)
- Détective Conan (Yukiko Kudo (Vivian Kudo), Fumiyo Akechi)
- Dirty Pair (Margaret Tainer)
- Doraemon (Kībō)
- Dragon Ball (Mermaid)
- Eat-Man '98 (Koko)
- Full Moon wo sagashite (la grand-mère)
- GTO (Chizuru Ōta)
- Gintama (Mitsuba Okita)
- Hameln no violin-hiki (reine Horun)
- Hana no Mahōtsukai Marybelle (Mama Belle)
- Hello Kitty: Shiawase no Tulip (Mama)
- I My Me! Strawberry Eggs! (Fukiko Kuzuha)
- Juliette je t'aime (Kyōko Otonashi)
- Jungle de Ikou ! (Rongo)
- Kiddy Grade (madame Padushka)
- Kishin dōji Zenki (Rengetsu)
- L'Arbre au soleil (Geisha)
- Le Magicien d'Oz (Dorothy)
- Le Rêve de Jeanie (sœur Conrad)
- Le Roi Léo (Eliza, Ryōna)
- Le Tour du monde en quatre-vingts jours (Chiko)
- Les Enquêtes de Kindaichi (Risa Kurea, Arisa Midō)
- Kiteretsu Daihyakka (Michiko Kite, Yoshie Sakurai, Ikue Hanamaru)
- Le Paradis d'Hello Kitty (Mama, divers)
- Kurau Phantom Memory (Aine, Kleine)
- Kūsō Kagaku Sekai Gulliver Boy (Ripley)
- Lucky Star (Kanata Izumi)
- Lupin III (Maki Ōyamada dans l'épisode Farewell Beloved Lupin de la seconde saison)
- Madara (princesse Sakuya)
- Mama wa shougaku yonensei (Sawako Yamaguchi)
- Master Keaton (Anna Brummer)
- Mermaid Forest (Towa)
- Mikan enikki
- Mister Ajikko (Yoamuhi)
- Misutenaide Daisy (Rarako-sensei)
- Mizuiro jidai (Obasan)
- Moomin (Fillyjonk)
- Mrs. Pepperpot (Rūri)
- NG Knight Ramune & 40 (Monobe-sensei)
- Ninja senshi tobikage (Princcess Romina)
- Neo Hayper Kids (reader)
- Oh ! Family (Fii Anderson)
- Ōi ! Ryōma (Sakae Sakaki)
- Oniisama e (Rei Asaka)
- Princesse Sarah (Sarah Crewe)
- Patlabor (Ayano Fujii)
- Peter Pan no Bōken (Tinker Bell)
- Pigmario (Shōryō Orie)
- Fifi Brindacier (Lady)
- Pokonyan! (Momoko-sensei)
- Princess 9 (Shino Hayakawa)
- Reporter Blues (Toni)
- Kenshin le vagabond (Tae Sekihara, Sae Sekihara)
- Sailor Moon Sailor Stars (Akane)
- Sally la petite sorcière (1989) (la mère de Sumire)
- Samouraï Pizza Cats (Usakyoku-sama)
- Sango-shō densetsu : aoi umi no Elfie (Elfie)
- Seishun anime zenshū izu no odoriko (Kaoru)
- Seitoshokun (Māru, Mariko Hōjō)
- Sentō Mecha Xabungle (Maria Maria)
- Seven of Seven (Mitsuko Suzuki)
- Shinkai densetsu meremanoid (Rūsumirā)
- Shūkan Storyland (narrateur)
- Silent Möbius (Tomona Yamikumo)
- SoltyRei (Eirenē)
- Sorcerer Hunters (Big Mama)
- Soreike! Anpanman (Shokupanman, Dekako Mom, other voices)
- Sugar Rune (Candie)
- Super Bikkuriman (Maka Turtle)
- Shurato (Dieu de l'harmonie Vishnou)
- Tsubasa -RESERVoir CHRoNiCLE- (Emeraude)
- Tsuyoshi shikkari shinasai (Kawakami-sensei)
- Claire gakuin monogatari (Hilary)
- Ultraman (Mutsumi)
- Ulysse 31 (Yumi/Thémis)
- Lamu (Asuka Mizunokoji, Kiriko Amenomori)
- Vampire princess Miyu (Shinma Enju)
- Victorian romance Emma (Aurelia Jones)
- Wingman (Matsuoka-sensei)
- Yu-Gi-Oh! (Ishizu Ishtar, prêtresse Isis)
- Zendaman (Eve)

### OVA
- Adventure! Iczer-3 (Sister Grey)
- Barefoot Gin Rei (Ginrei)
- Détective Conan (Yukiko Kudo)
- Devil Hunter Yohko (Princess Yanagi)
- Dream Hunter Rem (Yōko Takamiya, Keiko)
- Fight! Iczer One (Sir Violet)
- Fire Emblem (Elice)
- Fire Tripper (Suzuko, Suzu)
- Giant Robo series (Ginrei)
- Gōshō Aoyama's Collection of Short Stories (Yukiko Fujimine)
- Gōshō Aoyama's Collection of Short Stories 2 (Yukiko Kudō)
- Hell Target (Tiki Carmack)
- Hello Kitty (Mama)
- Hello Kitty no Hajimete no Christmas Cake (Mama)
- Hello Kitty to Issho (Mama)
- Koko wa Greenwood (Sumire Hasukawa)
- Irresponsable capitaine Tylor (Miranda)
- Jungle de Ikou ! (Rongo)
- Kitty to Daniel no Suteki na Christmas (Mama)
- Kamen Rider (Ruriko Midorikawa)
- Madara (princesse Sakuya)
- Maison Ikkoku : Ikkoku-tou nanpa shimatsu ki (Kyōko Otonashi)
- Maison Ikkoku : Utsuriyuku kisetsu no naka de (Kyōko Otonashi)
- Maris the Chojo (Sue)
- Mikan Enikki: Mikan America e Iku?! ()
- Salamander series (Paola)
- Seito shokun ! (Mariko Kitashiro)
- Sorcerer Hunters (Big Mama)
- Soreike! Anpanman (Nashio-kun, Shokupanman)
- Tetsuwan Gin Rei (Ginrei)
- Tôkyô Babylon series (Kiriko Kashiwagi)
- Urusei Yatsura series (Asuka Mizunokoji)
- Virgin Fleet (Shiokaze Umino)
- Yōchien sentai genkizzu (Tomomi-sensei)

### Films d'animation
- Aitsu to lullaby : Suiyōbi no Cinderella (that girl)
- Anpanman (Shokupanman, la mère de Moku-chan)
- Détective Conan : Le Fantôme de Baker Street (Irène Adler)
- Le Château de Cagliostro (Clarisse de Cagliostro)
- Chocchan monogatari (Chō Kuroyanagi)
- Cutie Honey Flash (Claire)
- Je peux entendre l'océan (la fiancée du père de Rikako)
- Kazu & Yasu : Hero tanjō (Yoshiko Miura)
- Maison Ikkoku : kanketsuhen (Kyōko Otonashi)
- Moomin (Fillyjonk)
- Mon voisin Totoro (Yasuko Kusakabe)
- Nausicaä de la vallée du vent (Nausicaä)
- One Piece : L'aventure de l'île de l'horloge (Madame)
- Princesse Mononoké (Toki)
- Umeboshi denka : Uchū no hate kara Banbaroban! (Mama)
- Unico : Mahō no shima e (Cherry)
- Urusei Yatsura (Asuka Mizunokoji, Lahla, fille au chapeau)
- Utsunomiko (Nayotake)

### Jeux vidéo
- Dissidia: Final Fantasy (Cosmos)
- Eternal Melody (Tina Harvel)
- Fire Emblem Heroes (Elice, Nagi)
- Kessen II (Jun'iki)
- Otomedius (Gofer Sisters, Irene, Operetta)
- Mugen senshi Valis (Yūko Asou)
- Sakura Wars 2 (Margueritte Chateaubriand)
- Shinki Gensō Spectral Souls II (Leilia, Horun)
- Xexex (Elaine Laccius)

### Radiothéâtre
- Seishun Adventure: Hiroshi Mori's « Joō no hyaku nen misshitsu » (reine Debō Suho)

### CD
- 20-mensō ni onegai !! Koi hodo Suteki na musical ha nai (Utako Ōkawa)
- Koisuru KI·MO·CHI (Kyōko Otonashi)

### Cinéma
- Indiscrétion assurée
- Basic Instinct
- D·N·A II
- Les Quatre Filles du docteur March (Bess)
- Mercy Mission: The Rescue of Flight 771
- Micro Kids
- Miss Marple : Le mystère des Caraïbes
- Meurtre à Miami
- Poltergeist 2
- Robin Cook no Shi he no Kyōfu
- Sahara
- Sazae-san Uchiakebanashi
- Star Wars, épisode IV : Un nouvel espoir (princesse Leia Organa)
- Star Wars, épisode V : L'Empire contre-attaque (Leia Organa)
- Star Wars, épisode VI : Le Retour du Jedi (Leia Organa)
- Tarō no Seishun
- Terminal Velocity (Kate)
- Terra Senshi Ψ BOY (La voix de BOY)
- Watchmen (Sally Jupiter)

### Autres
- All Finish Tōkyō Midnight: Natsumi's Eye (Natsumi Kawahara)
- Je peux entendre l'océan (coordination des voix dans l'équipe de production)